# Нисківський повіт
Нисківський повіт (нім. Bezirk Łańcut; пол. Powiat niżański) — історична адміністративна одиниця на українських землях, що входили до складу Австро-Угорщини і Польщі. Центром повіту було м. Нисько. 

## Королівство Галичини та Володимирії
Провісник пізнішого повіту Судовий повіт Нисько (адміністративно-судовий орган влади) був створений наприкінці 1850 р. Повітова судова виконавча влада підпорядковувалась утвореному того ж року апеляційному суду у Кракові (за підпорядкованістю до якого повіти вважались належними до Західної Галичини на противагу апеляційному суду у Львові як критерію належності до Східної Галичини).
Сам Нисківський повіт як орган адміністративної влади після проголошення в 1854 р. був створений 29 вересня 1855 р. (паралельно до наявного судового повіту) у складі округу Ряшів.
Після скасування окружних відомств наприкінці жовтня 1865 р. їх компетенція перейшла до повітових управлінь. За розпорядженням міністерства внутрішніх справ Австро-Угорщини 23 січня 1867 року під час адміністративної реформи місцевого самоврядування збільшені повіти, зокрема до попереднього Ниськівського повіту (з 25 самоврядних громад-гмін) приєднаний повіт Улянів (з 27 гмін) та частина повіту Лежайськ (Гутисько, Єльна з Юдашівкою, Кенігсберг, Лукова, Руда, Сажина та Воля Заржицька). Однак у повіті існували й надалі 3 окремі судові округи (повіти) — Нисько, Рудник і Улянів. 
У 1879 р. площа повіту становила 573,17 км², населення — 55 891 особу, повіт включав 60 поселень (з них 3 міста — Нисько, Рудник і Улянів), поділявся на 41 кадастральну гміну.
Нисківський повіт за переписом 1910 р. налічував 61 гміну (самоврядну громаду) і 44 фільварки та займав площу 973 км². В 1900 році населення становило 65 301 особу. За переписом 1910 р. населення становило 69 194 особи.

## Польща
Повіт включений до складу Львівського воєводства Польської республіки після утворення воєводства у 1920 році.

## Адміністративний поділ
1 квітня 1933 р. 70 га землі передані розпорядженням міністра внутрішніх справ від села Бірки до села Майдан Гольчанський.
1 серпня 1934 р. здійснено новий поділ на сільські ґміни внаслідок об'єднання дотогочасних (збережених від Австро-Угорщини) ґмін, які позначали громаду села. Новоутворена ґміна відповідала волості — об'єднувала громади кількох сіл або (в дуже рідкісних випадках) обмежувалась єдиним дуже великим селом.

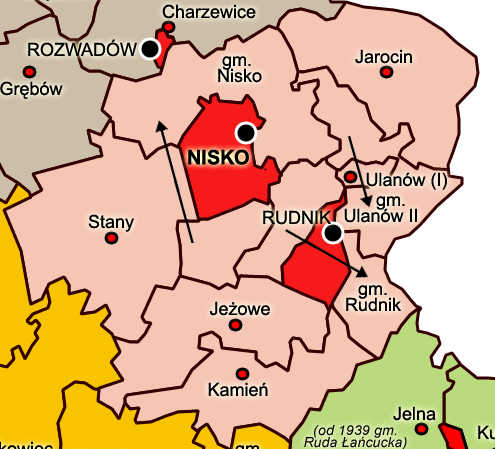
Нисківський повіт

Станом на 1934 рік:

### Ґміни
- Ґміна Нисько
- Ґміна Стани
- Ґміна Камень
- Ґміна Єжове
- Ґміна Рудник
- Ґміна Улянув I
- Ґміна Улянув II
- Ґміна Яроцин

### Перейменування
Рішенням міністра внутрішніх справ 4 травня 1939 року змінена німецька назва поселення (колонії) Раухерсдорф (нім. Rauchersdorf) на польську Кужина Сьредня (пол. Kurzyna Średnia).

### Міста
- Нисько (від 1933)
- Рудник
- Улянув (до 1934)

## Населення
На 01.01.1939 у п'яти селах (Бірки, Дубрівка, Дубровиця, Яротин, Шиперки) повіту попри півтисячолітню політику полонізації проживали ще рештки українського населення Надсяння — з 3 510 жителів було 10 україномовних українців  і 800 польськомовних на фоні 2 615 поляків і 85 євреїв.